# Тонков, Евгений Леонидович
Евгений Леонидович Тонков (27 июня 1940, Ижевск — 28 сентября 2014, там же) — российский учёный-математик, доктор физико-математических наук (1984), профессор (1985). Заслуженный деятель науки Российской Федерации (2001).
В 1963 окончил Ижевский механический институт  по специальности «Математические и счетно-решающие приборы и устройства» и оставлен на кафедре высшей математики в должности ассистента. В 1965-1968 учился в аспирантуре.  В 1969 году защитил в Институте математики АН БССР кандидатскую диссертацию на тему "Периодическая краевая задача и свойства периодических решений линейных дифференциальных уравнений".
В 1968-1975 ст. преподаватель, доцент кафедры  высшей математики Тамбовского института химического машиностроения.
В 1975 г. вернулся в Ижевск. На научной и преподавательской работе в УдГУ:  в 1977–1981, 1983–1996 гг. зав. кафедрой математического анализа, с 1996 года — зав. кафедрой дифференциальных уравнений, в 1988–1990 гг.  декан математического факультета.
В 1984 году в Институте математики и механики УрО АН СССР защитил докторскую диссертацию на тему «К теории линейных управляемых систем». 
Профессор (1985). Заслуженный деятель науки Российской Федерации (2001). Автор свыше 100 научных работ.
В молодости увлекался спортом, первым в Удмуртии получил звание мастера спорта СССР по прыжкам в высоту, был чемпионом России. Участвовал в авторалли.